# Virginia d'Errico
Virginia Eluisa Amelia d'Errico, nota più semplicemente come Virginia d'Errico (Napoli, 7 giugno 1820 – Potenza, 4 febbraio 1847), è stata una poetessa e scrittrice italiana.

## Biografia
Figlia di Michele Antonio d'Errico (1790-1852) di Palazzo San Gervasio e Irene De Novellis di Miglionico, nipote di Vincenzo d'Errico (fratello del padre) e zia di Ernestina d'Errico Ciccotti, nasce a Napoli in vico Birri a Toledo numero 19, l'attuale vico Teatro Nuovo. Fin dalla giovane età si dedicò alla lettura di autori quali Dante, Francesco Petrarca, Torquato Tasso, Parini, Metastasio, Ugo Foscolo, La Fontaine, Victor Hugo, Madame de Sévigné, Sofia Cottin, Madame de Staël, George Sand, John Milton e George Gordon Byron. Tali letture le consentirono di alimentare il suo senso artistico, che si manifestò nella scrittura di componimenti in prosa e in versi e di una serie di novelle sulla rivista "Omnibus". I suoi scritti in prosa, consistenti prevalentemente in lettere ad amiche e compagne di collegio, furono pubblicati postumi, così come le sue liriche raccolte nel volume intitolato Lacrime e fiori, a cura di Carlo De Cesare, per i tipi di Pasquale Ambrosio, Napoli 1847.
Un grande amore legò Virginia d'Errico e Carlo de Cesare, giurista e poeta, senatore e sottosegretario di stato, noto per il suo attivismo nel processo di revisione della battaglia di Lissa. Alla morte della giovane a soli 27 anni, De Cesare volle dedicarle la pubblicazione delle sue liriche. Su di lei scrissero, oltre a De Cesare, Giovanni Prati e le poetesse Ida Rossi, Adelina Panfili, Anna Pesce e Teresa Orsi Ferretti.